# Torre de Villademoros

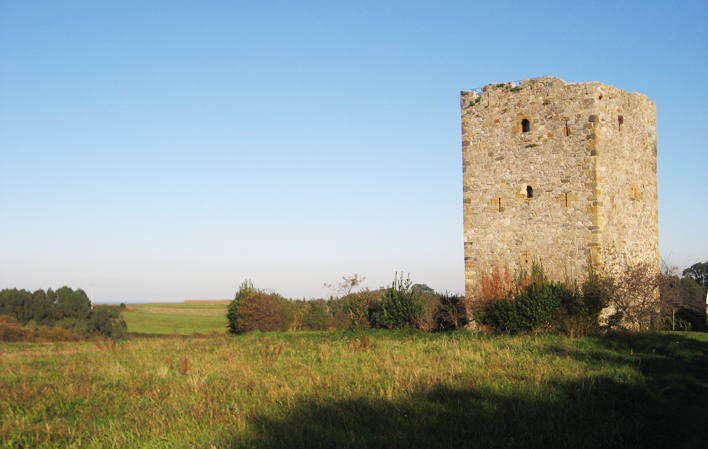
Vista de la torre desde el palacio Villademoros.

La torre de Villademoros es una torre construida en la Baja Edad Media, probablemente en el S. X, u XI. Está situada en Valdés, Principado de Asturias, y fue propiedad de los Villademoros; familia asturiana de antigua prosapia, descendientes del rey Don Pelayo. Está ubicada en uno de los extremos de la hacienda que era de los Villademoros.  
De carácter defensivo, parece haber sido aprovechada con fines militares durante la Monarquía asturiana. 
Junto a la torre, se halla el palacio Villademoros, del siglo XVIII, monumento provincial, que en la actualidad forma un conjunto con otras edificaciones.
Fue declarada Bien de Interés Cultural (BIC) en el B.O.E. del 12 dejuno de 1961 y parcialmente restaurada en 1987.

## Estructura de la torre
De considerables dimensiones para su época. 
La torre tiene la forma de prisma recto rectangular cuya base es cuadrada de 7,85 m de lado y una altura de 13,20 m sin contar el techo del que en la actualidad carece. Las esquinas, por ser un elemento arquitectónico importante son de sillar siendo las paredes de sillarejo. También es de sillar de arenisca el perímetro de todos los vanos. Para dificultar el acceso a personas no deseadas, la puerta se encuentra a la altura del segundo piso terminada por un arco apuntado. Desde la puerta se deslizaba un puente levadizo. Los huecos al exterior que dispone la torre son cinco  ventanas dovelada terminadas en arco de medio punto, tres troneras, veintitrés  saeteras y cuatro más, dos matacanes y otras tantas geminadas.